# Cartoline (singolo)
Cartoline è il primo singolo dei Ridillo.
Esce nel 1995 per la Mama Records di Valerio Gallorini e nel primo album omonimo Ridillo verrà in seguito inclusa la versione jazz. Si tratta della cover di un brano di Mina scritto da Bruno Canfora, uscito originariamente come B-side del 45 giri Tu non mi lascerai.
Il disco è in color verde pisello. L'inizio della traccia 6 è leggermente anticipato.

## Tracce
CD singolo (Mama Records CDR9501)
1. Ridillo iu uh - 0:04
2. Cartoline (radio version) - 3:54
3. Cartoline (dub-biosa) - 5:14
4. Cartoline (jazz) - 2:11
5. Il ballo della mosca cieca - 3:55
6. Dairidillodairipetilo - 0:33